# Марко Кулић
Марко Кулић (Присојни Орах, код Плужина, 25. април 1914 — Панчево, јул 1941) био је учесник Народноослободилачке борбе и народни херој Југославије.

## Биографија
Рођен је 25. априла 1914. у селу Присојни Орах, код Плужина. Потицао је из сиромашне сељачке породице. Након завршетка основне школе, завршио је обућарски занат. У потрази за послом, 1934. је дошао у Панчево. Још као шегрт, упознао се са радничким покретом. Читао је револуционарне књиге и добијао сазнања о револуционарној борби радничке класе.
У време његовог доласка у Панчево, комунисти у јужном Банату, под руководством Жарка Зрењанина, радили су на обнављању партијских организација, које су биле разбијене у годинама шестојануарске диктатуре. Међутим, 1936. је дошло до нових полицијских провала у партијску организацију. Управо те године Марко Кулић је постао члан Уједињеног радничког синдиката (УРС) у Панчеву. У синдикатима је упознао многе комунисте, који су га 1938. примили у чланство Комунистичке партије Југославије (КПЈ).
Заједно с познатим јужнобанатским комунистима Славком Мунћаном и Петром Ацкетом, Стевицом Јовановићем и другима, радио је на културно-просветном, политичком и идејном уздизању радника. Организовали су секцију културно-уметничког друштва „Абрашевић”, које је имало своје традиције у јужном Банату, посебно у Вршцу. Био је секретар овог друштва и главни организатор многих скупова, приредби, читалачких група и других облика окупљања радника. Године 1940, као један од најактивнијих панчевачких комуниста, изабран је за члана Окружног комитета КПЈ за јужни Банат.
Марта 1941. у двадесетседмомартовским манифестацијама у Панчеву, први пут је јавно иступао на улицама града. Био је на челу радничке колоне и говорио је на више места позивајући људе на окупљање и на отпор, као и о фашизму и вери у Совјетски Савез. У току Априлског рата, радио је на организовању добровољаца који су се из града и из других делова Баната спремали да пређу Дунав и крену до борбених јединица. Након напада Немачке на Совјетски Савез, 22. јуна 1941, успео је да избегне хапшење и пређе у илегалност.
Учествовао је на Окружном саветовању КПЈ за јужни Банат, на коме је одлучено да се приступи припремама за устанак и формирају партизански одреди. Био је задужен за рад на терену панчевачког среза. За кратко време, организовао је велики број војних десетина, ударних и диверзантских група, али и нових актива Савеза комунистичке омладине Југославије (СКОЈ), нарочито међу панчевачким шегртима. Организовао је и војну обуку и акцију за скупљање оружја, као и прве диверзантске акције. На железничком чвору, само у току јула 1941., извршено је осам значајних саботажа.
Заједно са Стевицом Јовановићем и Брацом Петровим, радио је на формирању првог партизанског одреда у Војводини — Јужнобанатског партизанског одреда, који је 11. јула 1941, код Владимировца извршио своју прву диверзантску акцију. Немцима је, међутим, успело да, после ове акције, опколе партизане и униште Одред. Након тога, полицијски агенти су спровели организовану акцију хапшења, у којој су у једној панчевачкој улици успели да изненаде Марка и ухапсе га.
После хапшења, спроведен је у злогласни логор „Свилара”, у коме се тада већ налазио велики број панчевачких комуниста и активиста. Немци су покушали да га сломе и од њега извуку признање и имена његових другова и сарадника. Упркос страховитим мучењима, током којих су му забијали клинце у табане и терали га да хода по греди, остао је несаломив. Након неколико дана, крајем јула 1941. преминуо је од последица мучења.
Окружни комитет КПЈ за јужни Банат је у свом циркулару објављеном 11. новембра 1941. посветио је део његовој погибији, у коме се између осталог каже:
| „ | Да се истакне држање пред класним непријатељем друга Марка Кулића из Панчева, члана ОК, убијеног у полицији. Друг Марко, и поред најсвирепијих мучења, чупања ноктију итд., није ни рећи рекао непријатељу... | ” |

Указом председника ФНР Југославије Јосипа Броза Тита 27. новембра 1953, проглашен је за народног хероја.
Године 1951. у Градском парку у центру Панчева постављене су три спомен-бисте народним херојима из овог краја — Олги Петров, Стевици Јовановићу и Марку Кулићу. Аутор Маркове бисте била је вајарка Олга Јеврић. Његово име данас носе три улице — у Панчеву, Зрењанину и Владимировцу.